# Chloë des Lysses
Chloë des Lysses, pseudonimo di Nathalie Boët (Tolone, 29 giugno 1972), è una fotografa, giornalista ed ex attrice pornografica francese.

## Biografia
Cominciò la propria carriera lavorativa come attrice pornografica, professione che esercitò prevalentemente nel 1993.
Dopo aver girato alcuni film porno con importanti registi del settore come Michel Ricaud e Mario Salieri prima di stabilirsi a Parigi, prese parte a due sitcom per l'emittente televisiva M6 (Caroline et ses Copains, un pastiche di Hélène e i suoi amici) prima di incontrare Gérard Jubert, fondatore della rivista L'Éléphant rose, che fu il primo ad assumerla come libera professionista. Nel 1996 e 1998, lavorò come fotografa. Talvolta partecipava alle sessioni come modella per la realizzazione di servizi fotografici hard dove veniva spesso sodomizzata, raccolti nei libri illustrati Porn Art, con prefazione di Gilles Néret, e Porn Art 2 o, nel 2005, per partecipare a un evento speciale: Art Press X-Elles, le sexe par les femmes.
Dal 1993 al 2000 fu freelance per molte riviste, ottenendo la tessera da giornalista nel 1999 dopo aver ripreso gli studi all'École du multimedia di Parigi. Nel 2001 Chloë fu tra i membri della giuria del premio Prix Sade, vinto da Catherine Millet.
Quindi si specializza nella fotografia, senza abbandonare inizialmente l'universo erotico. Girò un video di pornografia gonzo messo online dal sito hard streaming.com. Ha anche realizzato ritratti di celebrità dello spettacolo, in particolare quelli di Charlotte Gainsbourg per La Republica XL di luglio-agosto 2010.
Il gruppo musicale Tanger le ha dedicato la canzone Chloë des Lysses inclusa nell'album La Mémoire insoluble.

## Filmografia
- Offertes à tout 2, regia di Michel Ricaud (1992)
- Délit de séduction, regia di Michel Ricaud (1993)
- Rêves de cuir 2, regia di Francis Leroi (1993)
- Private Film 4: Backdoor to Sweden, regia di Kim Jason (1993)
- La Venere blu (La Vénus bleue), regia di Michel Ricaud (1993)
- La casa, regia di Nicky Ranieri (1993)
- Adolescenza perversa, regia di Mario Salieri (1993)
- Il guardaspalle, regia di Rocco Siffredi (1993)
- Il diario di Milly, regia di Nicky Ranieri (1993)
- Anal Magic, regia di Hugo Ross (1994)

## Opere
- Sade: revu et corrigé pour les filles: traité d'éducation et punitions, si méritoires (in coll. con Jean-Claude Baboulin, prefazione di Jérôme Sans) Parigi, Scali, coll. "Love books", 2006.
- (co-autrice con lo pseudonimo Lillith Alighieri insieme a Philippe Vuillemin) Bêtes de sexe!: la sexualité des animaux expliquée aux humains, Glénat, 2011, ISBN 978-2-7234-7843-4

### Articoli
- Lettre ouverte à Virginie Despentes su Lincorrect.org[8]
- Gonzaï, numero 36, Spécial punk français: «Les plus beaux clichés nudistes de l’enfant terrible de la photo française»[9]

### Libri fotografici
- The Pimp Cook Book, Grenoble, Glénat, 2009. ISBN 978-2-7234-6494-9
- (con Vincent Tannieres) La Pizza des grands chefs, Laymon, 2013[10]

### Esposizioni artistiche
- 2005, Girls Girls Girls presso il Centro d'arte moderna di Neuchâtel
- 2015, Dirty Harry Vol. 1 presso il n. 59 di rue Rivoli a Parigi[11]